# Hotel Rwanda
Hotel Rwanda er en amerikansk historisk film fra 2004 instrueret, produceret og skrevet af Terry George. Filmen foregår i 1994 under Folkemordet i Rwanda hvor over en million mennesker, hovedsageligt tutsier, blev myrdet af hutuerne. Hotel Rwanda blev nomineret til tre Oscars, for bedste mandlige hovedrolle (Don Cheadle), bedste kvindelige birolle (Sophie Okonedo) og bedste originale manuskript (Terry George og Keir Pearson).

## Medvirkende
- Don Cheadle
- Sophie Okonedo
- Nick Nolte
- Fana Mokoena
- Cara Seymour
- Joaquin Phoenix
- Jean Reno
- Desmond Dube
- Hakeem Kae-Kazim

## Ekstern henvisning
- Hotel Rwanda på Internet Movie Database (engelsk)
- Hotel Rwanda på Filmdatabasen
- Hotel Rwanda på Scope
- Hotel Rwanda i Svensk Filmdatabas (svensk)
- Hotel Rwanda på AlloCiné (fransk)
- Hotel Rwanda på MovieMeter (nederlandsk)
- Hotel Rwanda på AllMovie (engelsk)
- Hotel Rwanda hos American Film Institute (engelsk)
- Hotel Rwanda hos British Film Institute (engelsk)
- Hotel Rwanda på Turner Classic Movies (engelsk)